# Shellhaven Creek
Der Shellhaven Creek ist ein Wasserlauf in Essex, England. Er entsteht am westlichen Rand der Coryton Raffinerie am Shell Haven und fließt in östlicher Richtung bis zu seiner Mündung in die Themse.